# Jacques Coghen
Le comte Jacques-André Coghen (1791-1858) fut un négociant, un financier et un homme politique belge de tendance libérale. Il fut élevé au rang de comte en 1839.

## Biographie
Jacques Coghen naquit à Bruxelles le 31 octobre 1791 de Joseph Coghen (Bruxelles, paroisse Sainte-Catherine, 1749 - Bruxelles 1820), apothicaire et négociant à Bruxelles, lui-même fils d'un maître chapelier bruxellois, et d’Isabelle Stiellemans (Bruxelles, paroisse Notre Dame de la Chapelle, 1754 - Bruxelles 1833), la fille d'un doyen tanneur, qui s'étaient mariés à Bruxelles en 1787. Il descend d'une ancienne famille de Diest dont les ancêtres au XVIe siècle étaient des négociants, des intendants financiers et marchands de chevaux et qui commença dès le XVIIe siècle à faire partie des édiles municipaux de la vieille cité campinoise.
Jacques Coghen épousa, le 17 mai 1821, Caroline Rittweger, dont la famille était originaire de Bavière mais qui s'installa à Bruxelles à la fin du XVIIIe siècle pour exercer la fonction d'officier de la Poste impériale d'Autriche. François Rittweger, le père de Caroline, était un homme politique bruxellois, dirigeant d'entreprises dans le secteur financier et conseiller financier du roi Léopold Ier. Ainsi, François Rittweger participa à la fondation de la Société générale de Belgique en 1822 et il y restera actif en tant qu'administrateur jusqu'à peu de temps avant sa mort en 1848. En 1824, il participe également, avec son gendre Jacques Coghen, à la fondation de la compagnie d'assurances AG Vie. François Rittweger fut également vice-président de la Chambre de commerce de Bruxelles, et était par ailleurs franc-maçon dans la loge « Les Amis philanthropes » à Bruxelles.
Jacques Coghen lui aussi était un franc-maçon dans l'atelier « L'Espérance » à Bruxelles où il rencontra d'autres figures importantes de la révolution belge, notamment Jean Barbanson (1797-1883), Eugène Defacqz (1797-1871), et Alexandre Gendebien (1789-1869).
Jacques Coghen et Caroline eurent cinq enfants :
- Isabelle (1822-1891), épouse de Théodore Mosselman du Chenoy.
- Barbe (1823-1883), épouse de Victor Limnander de Nieuwenhove[11]
- Henriette (1825-1880), épouse d'Augustin Licot de Nismes
- Joseph-Frantz (1827-1888), administrateur de sociétés (Cristalleries du Val-Saint-Lambert, etc), époux de Victoire Grisard
- Marie (1832-1870), épouse d'Adile Mulle de Terschueren.

Il était, lorsque la révolution belge éclata, l'un des négociants les plus considérés de Bruxelles. Déjà à cette époque, il avait occupé les fonctions honorables de membre et de président du tribunal de commerce et de membre de la chambre consultative de commerce. Les troupes néerlandaises se furent à peine retirées de la capitale de la Belgique que le gouvernement provisoire, par un arrêté en date du 28 septembre 1830, nomma Jacques Coghen administrateur général des Finances, poste éminent et difficile qu’il occupait encore au moment de la réunion du Congrès national.
Lors des premières élections pour la formation des conseils de régence ou conseils communaux au mois d’octobre 1830, Jacques Coghen fut l'un des citoyens que les Bruxellois envoyèrent siéger à l'hôtel de ville, et son mandat, renouvelé en 1836, ne cessa qu'en 1840. Il n'est pas inutile de rappeler qu’à cette époque sa détermination de ne plus rester membre du conseil fut provoquée par l'opposition que rencontra dans cette assemblée le projet de reconstruire le palais de justice au quartier Léopold, projet qui était patronné par des sociétés financières et en particulier par la Société civile pour l'agrandissement et l'embellissement de Bruxelles, dont Jacques Coghen était l'un des fondateurs.
Coghen aurait aussi siégé au Congrès national s'il avait cru devoir accepter l'offre qui lui en était faite ; mais, en 1831, il entra à la Chambre des représentants comme député de l'arrondissement de Bruxelles et fut réélu en 1833, en 1837 et en 1841. Éliminé en 1845 lorsque la lutte devint plus vive entre les deux partis qui divisait le pays, il fut envoyé, en 1848, par les électeurs du même arrondissement au Sénat, dont il resta membre jusqu'à sa mort et dont il est l'un des vice-présidents lorsqu'il expira.

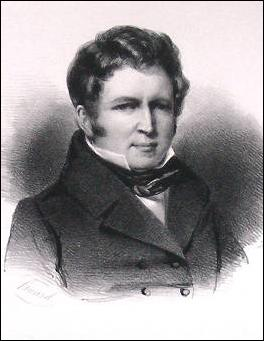
Portrait de Jacques Coghen par Louis Huard.

Jacques Coghen figura dans le premier ministère que forma le roi Léopold Ier, le 24 juillet 1831. Il conserva le portefeuille des Finances jusqu'au 20 octobre 1832 et traversa ainsi une période difficile, marquée par la campagne des Dix-Jours. C'est à lui qu'on doit la réorganisation de cette branche importante des services publics. Comme ministre des Finances, il négocia et signa l'emprunt important avec le banquier Nathan Rothschild (Londres) le 19 décembre 1831. Cet emprunt sauva le nouveau pays dépourvu des moyens financiers nécessaires.
Rentré dans la vie privée il se livra avec ardeur aux grandes entreprises financières, industrielles et commerciales et son nom fut attaché à la création de la plupart des importantes associations qui se formèrent à cette époque, telles que la Société de mutualité industrielle, la Société des manufactures de glaces, etc., dont il fut, dès leur création, l'un des administrateurs. Il était aussi l'un des directeurs de la Société générale pour l’industrie nationale.
Il était également membre du conseil supérieur de l'École centrale du commerce et de l'industrie.
Jacques Coghen s'occupa, avec succès, de la conclusion d'un emprunt pour la cour de Rome, et en fut récompensé par le titre de comte, que le pape Grégoire XVI lui accorda, le 7 avril 1837. Quelque temps après, le premier Roi des Belges, qui avait eu l'occasion d’apprécier son mérite et son intégrité, sanctionna en quelque sorte cette distinction en lui conférant le titre de comte pour lui et ses descendants du sexe masculin (arrêté royal du 30 décembre 1837). Jacques Coghen fut en outre décoré de la croix de fer et devint, successivement, chevalier, officier (9 juin 1837) et commandeur (1er juin 1845) de l'ordre de Léopold ; il fut créé par le gouvernement français officier de l'ordre de la Légion d'honneur.
Il mourut à Bruxelles le 15 mai 1858, à six heures du soir, en son domicile, rue du Pont Neuf. Il est inhumé au cimetière de Laeken.

## Hommages
- L'Avenue Coghen, une voie bruxelloise de la commune d'Uccle, a été nommée en son honneur. Le comte Coghen y possédait une seconde résidence.

## Source
- Alphonse Wauters, « Jacques Coghen », dans Biographie nationale de Belgique, t. IV, 1873, col. 267-269, à lire "en ligne" sous le lien .